# Milchreis

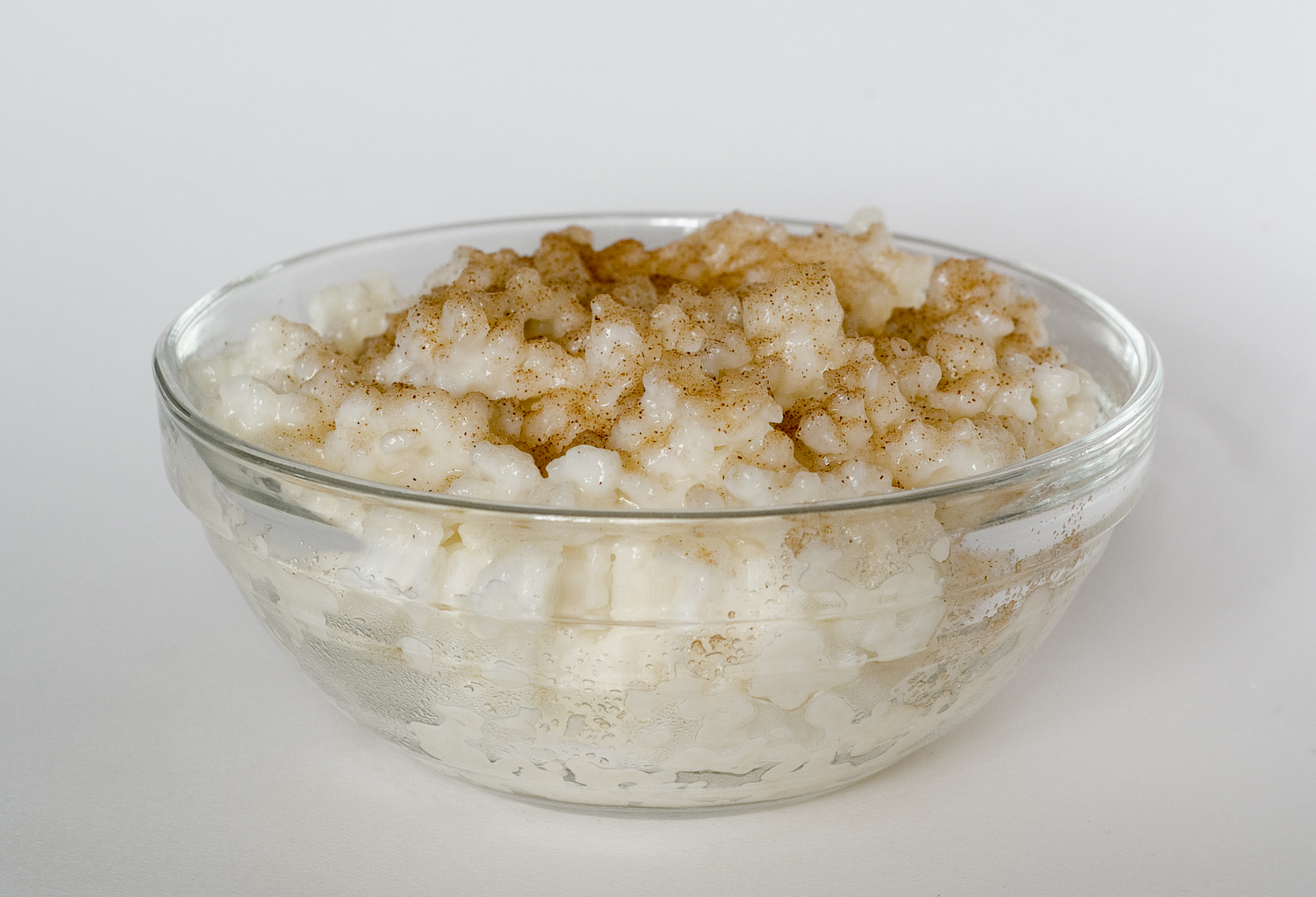
Milchreis mit Zimt und Zucker

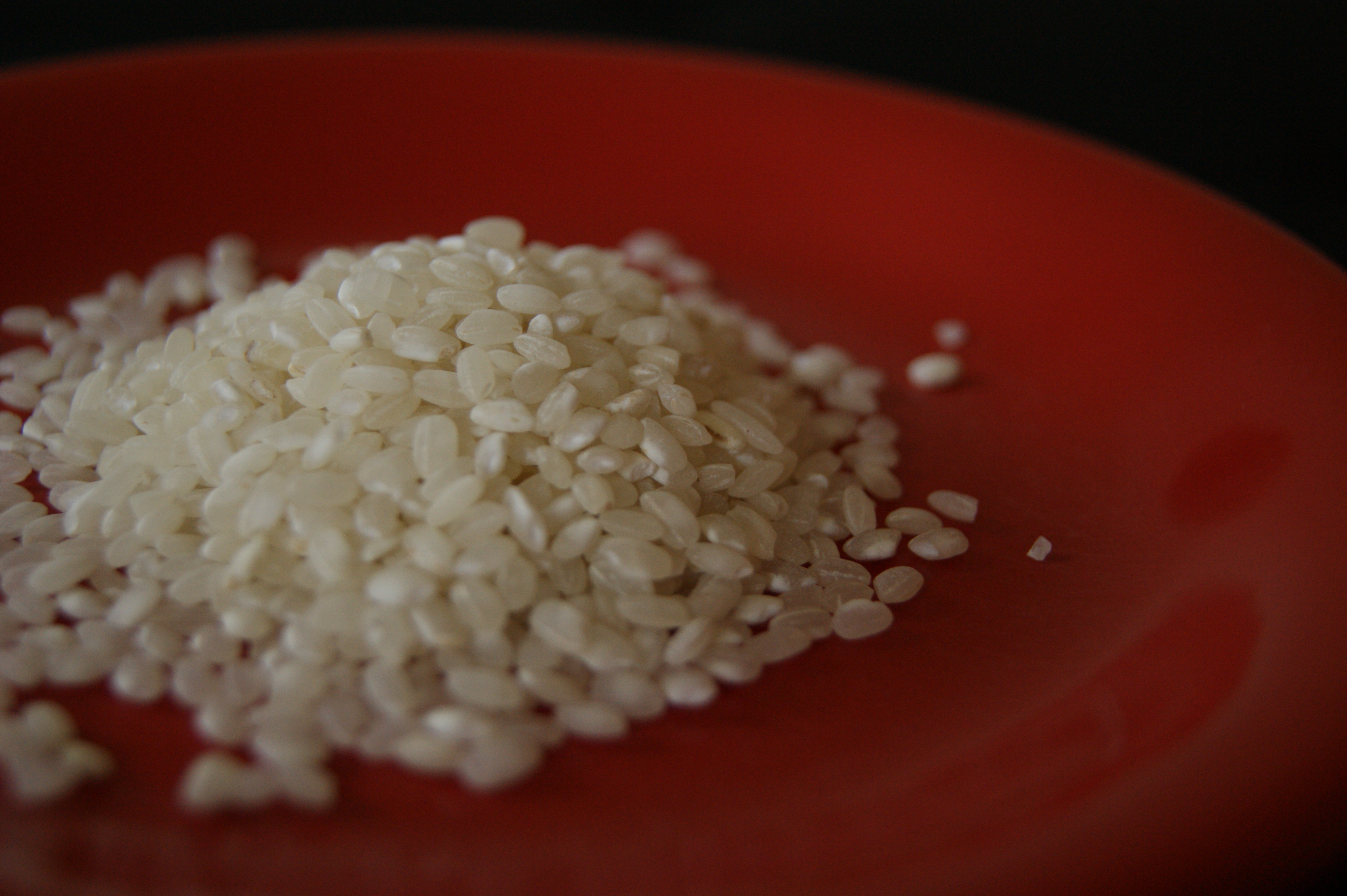
Milchreis vor dem Kochen

Milchreis, auch Dicker Reis oder Reisbrei, ist eine Süßspeise aus Rundkornreis, der langsam in Milch gekocht wird. Dabei werden im Reis enthaltene kurzkettige Stärkemoleküle gelöst und dicken die Milch ein (Verkleisterung). Das Ergebnis hat eine sämige, weiche Konsistenz, in der die einzelnen Körner noch erkennbar sind. Der für die Zubereitung verwendete Rundkornreis wird teilweise selbst als Milchreis bezeichnet. In der japanischen Küche ist er die Standardreissorte, in Europa nennt man ihn deshalb gelegentlich auch Sushi-Reis.
Industriell hergestellter Milchreis wird in Portionspackungen angeboten. Um die lange Kochzeit von etwa 40 Minuten zu verkürzen, gibt es Instant-Milchreis, der lediglich in kochende Milch eingerührt wird und kurz quellen muss.

## Verwendung
Milchreis wird als Hauptmahlzeit, gerne aber auch als Zwischenmahlzeit oder Nachtisch gereicht. Er kann warm oder kalt verzehrt werden. Milchreis wird pur oder mit Roter Grütze, Apfelmus oder anderen Fruchtzubereitungen, Zimt und Zucker oder verschiedenen süßen Saucen serviert. Der gekochte Milchreis wird auch als Grundlage für Tortenfüllungen oder süße Aufläufe verwendet.

### Condéreis
Eine sehr reichhaltige Zubereitungsart des Milchreises ist Süßspeisenreis oder Condéreis, der in der feinen Küche als Grundlage für zahlreiche Süßspeisen und Desserts dient. Mit Vanille und Zitronen- oder Orangenzesten aromatisierte Milch, Butter und sehr viel Zucker (3 Teile Zucker auf 5 Teile Reis) werden aufgekocht, dann gewaschener und blanchierter Reis zugegeben (oder mit aufgekocht), der Topf vom Feuer genommen und das Gericht im Ofen zugedeckt gegart. Für manche Rezepte wird der Reis anschließend mit Eigelb legiert.
Varianten sind etwa:
- Kaiserinreis (riz à l’impératrice): Condéreis wird mit einem Salpicon von kandierten Früchten und reichlich bayerischer Creme vermischt und in eine Form gefüllt, die zuvor am Boden mit Himbeergelee ausgegossen wurde, erstarren lassen und gestürzt, so dass die Geleeschicht oben liegt; mit Himbeermark angerichtet.
- Malteser Reis (riz à la maltaise): Condéreis mit bayerischer Orangencreme, in mit Orangengelee ausgegossener Form gestürzt und mit Orangenfilets angerichtet.
- Reis Trauttmansdorff: Condéreis mit Salpicon von frischen Früchten gemischt, Schlagsahne untergehoben, mit Gelatine gebunden in hoher, gerippter Form erstarren lassen; mit Erdbeer- oder Himbeerpüree angerichtet.[3]

### In der Türkei
In der türkischen Küche gibt es eine Variante des Milchreises, genannt Sütlaç. Dieser Milchreis wird aus kurzem Reis zubereitet, der mit Milch und Zucker gekocht wird, um eine cremige Konsistenz zu erreichen. Manchmal werden auch Aromen wie z. B. Vanille hinzugegeben. Nach dem Kochen wird der Sütlaç auf Schüsselchen verteilt und kaltgestellt. In der traditionellen Variante wird der gekochte Milchreis in ofenfeste Schalen gegeben und im Ofen gebräunt, genannt fırın sütlaç (Ofen-Sütlaç). Warm oder kalt serviert, ist diese Süßspeise ein beliebter Nachtisch in der türkischen Küche und wird oft mit einer Prise Zimt bestreut.

### Als Teil des nordischen Weihnachtsessens
In Dänemark, Schweden, Island, Finnland, Norwegen und auf den Färöern ist Milchreis Bestandteil des typischen Weihnachtsessens. Man isst ihn mit gemahlenem Zimt und übergießt ihn mit Milch oder Fruchtkissel. Am Heiligen Abend sollte, der Sage nach, für die in der Hauswirtschaft behilflichen Wichtel ein Schüsselchen Milchreis in den Stall gestellt werden, sonst werden sie verärgert. Auf dem Mittagstisch enthält die Milchreisschüssel oft eine Mandel, die sogenannte „Mandelgave“. Wer sie auf den Teller bekommt, der heiratet – dem landläufigen Glauben nach – im darauffolgenden Jahr. Meist sorgt man aber dafür, dass das jüngste Kind am Tisch die Mandel findet; es bekommt dann ein kleines Spielzeug.
Eine luxuriösere Variante der Speise ist risalamande aus Dänemark. Dem fertigen Milchreis werden geschlagene Sahne und gehackte Mandeln untergehoben und das Ganze wird mit warmen Kirschen serviert. In Schweden heißt sie ris à la Malta und kann manchmal mit Apfelsinen gemacht sein, apelsinris. In Norwegen heißt sie riskrem.